# Győrfi László
Győrfi László, született Grozdics (Pécs, 1937. július 2. – Győr, 2002. április 2.) labdarúgó, csatár, edző.

## Pályafutása

### Játékosként
Kecskeméten kezdte a labdarúgást. Játszott Szigetváron és a Pécsi BTC csapatában. Az 1964-es idénytől volt a Győri Vasas ETO labdarúgója. Tagja volt az 1965 és 1967 között sorozatban háromszor magyar kupagyőztes és az 1964–65-ös BEK-idényben elődöntős csapatnak.

### Edzőként
Játékos pályafutása befejezése után a Rába ETO ifjúsági és junior csapatainál dolgozott, mint edző. Az első csapatnak három alkalommal volt a vezetőedzője. 1993–94-ben a Soproni LC (később EMDSZ Soproni LC) szakmai igazgatója és vezetőedzője. Irányításával az első osztályba jutottak a csapattal.

## Sikerei, díjai

### Játékosként
- Magyar bajnokság
  - 3.: 1967
- Magyar kupa (MNK)
  - győztes: 1965, 1966, 1967
  - döntős: 1964
- Bajnokcsapatok Európa-kupája (BEK)
  - elődöntős: 1964–65
- Kupagyőztesek Európa-kupája (KEK)
  - negyeddöntős: 1966–67
- Pro Urbe (Győr): 1983